# Ulrich Czermak
Ulrich Andreas Czermak (Marktredwitz, 5 settembre 1967) è un ex pentatleta tedesco.

## Palmarès
In carriera ha conseguito i seguenti risultati:
per la  Germania Ovest:
- Mondiali:

Budapest 1989: argento nel pentathlon moderno staffetta a squadre.
San Antonio 1991: bronzo nel pentathlon moderno staffetta a squadre.